# Enterrament de Genarín
L'Enterrament de Genarín és una processó profana que se celebra cada any a la ciutat de Lleó. Té lloc la nit del Dijous al Divendres Sant i rememora, en to sorneguer, la vida i la mort de Genaro Blanco (1861-1929), un home corrent la vida del qual es va convertir en llegenda arran de la seva tràgica dissort en morir atropellat pel camió de neteja municipal arran de muralla. La processó és també una paròdia de les escenes més pietoses de la Santa Cena i de la Passió de Jesús.

## Llegenda
La nit del Dijous Sant de 1930, un grup de bohemis van decidir celebrar de forma sorneguera i lúdica el seu aniversari i van començar a recórrer els carrers de la ciutat commemorant la vida de Genaro a través de la poesia. Naixia així l'Enterrament de Genarín i al seu voltant la seva llegenda, a través de la qual els fets corrents que li van succeir a un home comú es van transformar en un relat ple de modificacions, exageracions i invencions. A més, el relat es va mitificar a partir de la publicació del llibre de Julio Llamazares el 1981 en què narra la història de Genarín, les primeres processons i els poemes que s'hi llegien. Aquest s'associa als gèneres literaris de la picaresca i la mística i la seva narració és plena d'episodis esperpèntics per a retratar l'Espanya negra.
Segons el relat, Genarín és un màrtir, que pateix la seva particular passió, i alhora un sant, amb poders que es manifesten després de morir a través dels miracles. Se'n narra la infància i la joventut, les profecies que s'havien de complir, el seu exemple de vida i virtuts, la seva mort, les accions dels seus evangelistes i deixebles per mantenir la seva memòria i els miracles que fa després de mort. Aquests, un total de quatre, fan referència a: la redempció de la prostituta (alter ego de Maria Magdalena o Verònica) que l'auxilià després de l'atropellament; un gol de la Cultural Leonesa després d'una mala ratxa; la curació d'un malalt de ronyó després de fer les seves necessitats al lloc on va morir Genarín; i la relliscada i caiguda d'un lladre que escalava la muralla i robava les ofrenes a Genarín.

## Enterrament
Comença amb una rememoració burlesca de la Santa Cena, que se celebra en un restaurant a les deu de la nit i en què es reciten poemes satírics sobre els esdeveniments més sonats de l'any i es bateja amb orujo els nous germans. Posteriorment es dirigeixen a la plaça del Gra, des d'on comença la processó en què els seus participants recorren els carrers del nucli antic acompanyats per quatre capgrossos, que representen els quatre «evangelistes», i portant quatre passos: Genarín, vestit amb vestit d'humil, portant una ampolla i agafat a un fanal; la Moncha, representant el moment en què aquesta prostituta tapa el cadàver de Genaro amb les fulles d'un diari; la Mort i la Cuba, on van les ofrenes.
El recorregut, que inclou la plaça del Gra, la plaça de Sant Martí, el carrer de la Sal, la Catedral, el carrer Cardenal Landázuri i la carretera de los Cubos, es divideix en «estacions» on s'entonen composicions poètiques, a mode de precs, amb crítica social i política, i entre les quals s'intercalen versos-comodí com:
| « | Y, siguiendo sus costumbres, que nunca fueron un lujo, bebamos en su memoria una copina de orujo. | » |

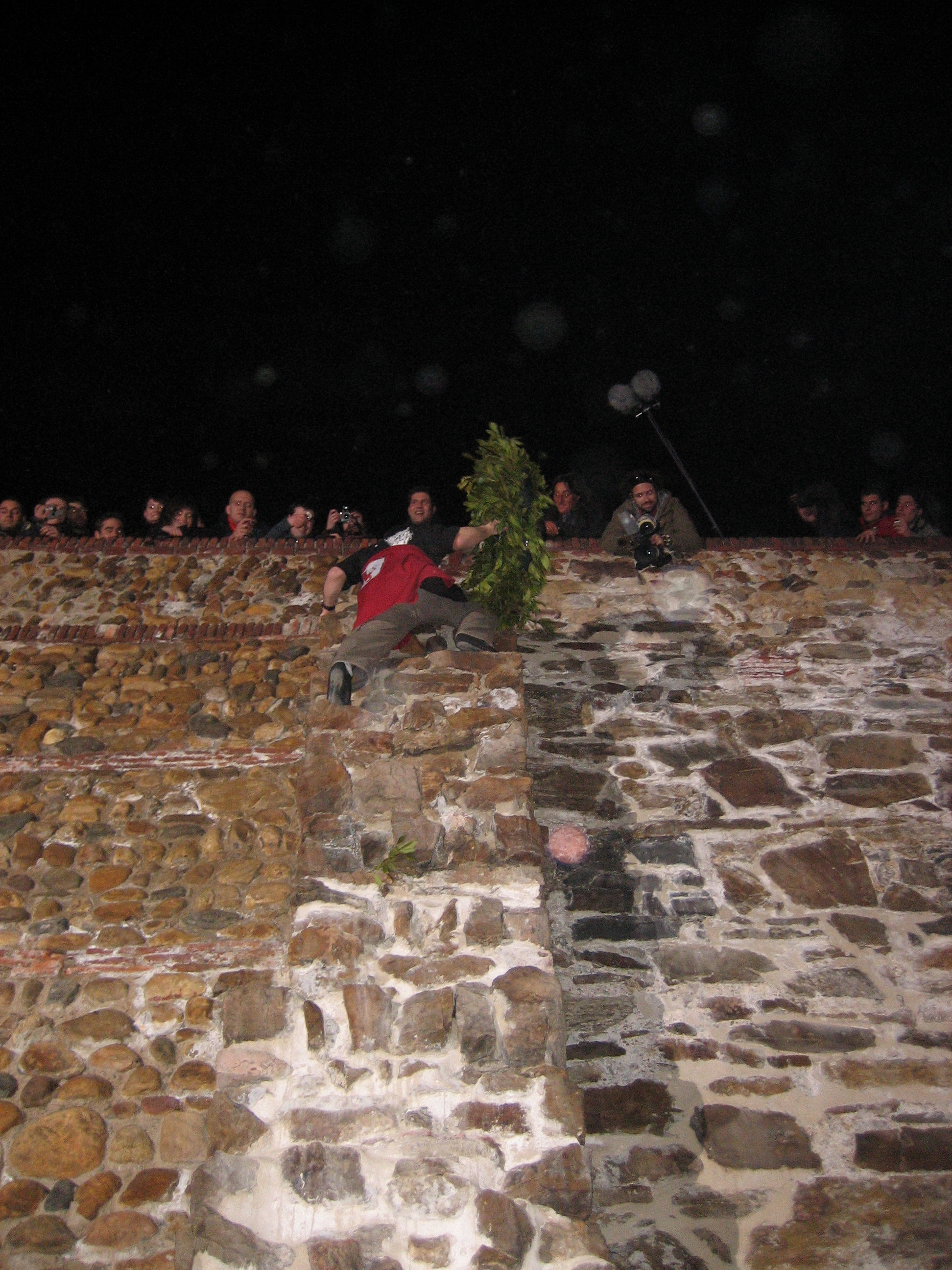
L'Hermano Colgador diposita les ofrenes en finalitzar la processó

Quan s'arriba a l'indret on va tenir lloc l'atropellament, l'Hermano Corgador diposita una sèrie d'ofrenes a la part alta de la muralla: orujo, formatge, pa, taronges i una corona de llorer. L'Abat dedica més versos al sant, beneeix els assistents i s'acomiada fins a l'any següent. Als qui preparen el sepeli se'ls anomena «evangelistes» i «apòstols», segons les seves funcions, i a la gent que acudeixen a participar en la processó se la qualifica de germans i germanes.
La celebració va estar prohibida per les autoritats del 1957 al 1978. Amb els anys s'ha convertit en una celebració massiva, no exempta de polèmica, que és tolerada per les autoritats i confraries de la Setmana Santa. Per la seva banda, les autoritats religioses no la reconeixen.
L'abril de 2009 es va presentar a Lleó la pel·lícula Bendito Canalla, la verdadera historia de Genarín, una adaptació lliure de la novel·la de Julio Llamazares. Concebuda com a docuficció, va ser rodada a Lleó i al Japó i narra diverses històries paral·leles: d'una banda les aventures de Genaro Blanco i de l'altra, les commemoracions que, després de la seva mort, van començar a realitzar els seus companys de gresca. La pel·lícula va ser seleccionada per a la 46a edició del Festival de Cinema de Gijón de 2008.